# 漫俳
漫俳（まんぱい、まんはい）とは、俳句や川柳と同じく五・七・五の十七音からなる短詩型の文芸の一種。
1946年、岡本一平によって提唱された。句にイラストを添えることもある。

## 歴史と特徴
太平洋戦争末期の1945年3月、岐阜県加茂郡西白川村（現在の白川町）に疎開してきた岡本一平は、岐阜県で行われていた狂俳（題に句を加えて五・七・五の形式にする雑俳の一種）に興味をひかれ、土着の文芸のおもしろさに着目した。
俳句で風流とされる自然美よりも、人間的で実生活の中に発想する詩的情緒を重視し、それを新風流と位置づけ、新たな十七音短詩として漫俳を提唱した。
そこには敗戦を迎え暗い世情に明るさを与えようと、俳句の条件である季語にこだわらず十七音の型式の中に自由に通俗的に新しい表現を試みようという意図から笑いやユーモアが取り入れられている。提唱後の初旬は「お粥腹 減らさぬように 笑わそう」であった。
1946年、有志によって三川漫風吟社が創立された。「漫風」とは「漫俳」のことである。
同社によって季刊誌『漫風』が発行されるなど漫俳は岐阜県内に精力的に広まった。
しかし岡本一平が提唱の2年後に急逝した為、はっきりとした定義が成されないまま縮小した。
漫俳発祥の地である白川町では、1986年に発足した漫俳句会によって研究や投句が続けられている。また、「こども漫俳」も行われ、継承が行われている。
白川町の三川小学校跡地（白川町三川）には、漫俳発祥の地の句碑がある。